# TAM-TAM
TAM-TAM je fiktivní časopis Rychlých šípů, postav ze série dětských komiksů a knih Jaroslava Foglara.

## Historie časopisu

### Oběžník
Na počátku stál oběžník, ve kterém Mirek Dušín chlapcům z Druhé strany, čtvrti, kde žily Rychlé šípy, popsal, jakých špatností se na nich a na dalších chlapcích z Druhé strany dopouští parta ze čtvrti Dvorce. Také napsal, že Rychlé šípy budou bojovat za práva Druhé strany ve Dvorcích. Text oběžníku zabral dvě strany papíru. Ostatní hoši z klubu Rychlých šípů text přepsali a vzniklo tak pět vydání oběžníku, které Rychlé šípy roznesly mezi své známé, aby si oběžník přečetli a poslali dál. Tak oběžník koloval po Druhé straně, našli se ale zrádci, kteří – přes jasné upomenutí v oběžníku – oběžník donesli do Dvorců.
Mirek Dušín několik dní na to napsal druhý oběžník, ve kterém popsal, co se událo od prvního oběžníku, zmínil také, že existuje nějaký zrádce. Oběžník byl šířen stejným způsobem.

### Začátek časopisu
Bohatý kluk Vláďa Prokeš, který bydlel blízko Jarky Metelky by rád byl tím prvním, kdo dostane od Rychlých šípů oběžník, až zase nějaký napíšou. Nabídl Jarkovi, že pokud bude první, dostane od něj klub Rychlých šípů korunu za každý oběžník. Jarku po rozhovoru s ním napadlo, že by klub mohl vytvářet vlastní časopis. Rychlé šípy s tím souhlasily a hned druhý den začaly na časopisu pracovat. Mirek Dušín navrhl název TAM-TAM podle afrických domorodých bubnů (Rychlonožkovy návrhy Třesky plesky nebo Drby ulice se neujaly).
Časopis psal převážně Mirek, obrázky kreslil Červenáček. Obsahem časopisu byly různé zprávy o tom, co se děje na Druhé straně apod., pravidelnou rubrikou bylo vyprávění o vzniku klubu Rychlých šípů a jeho historie. Časopis putoval v pěti výtiscích po předem vybraných trasách zpátky k Rychlým šípům. Každý se mohl přihlásit o zařazení do některé trasy, poplatek za jedno číslo bylo 10 haléřů. Nikdo nesměl mít u sebe TAM-TAM déle než hodinu, povinnost předat TAM-TAM dalšímu v pořadí neplatila mezi devátou hodinou večerní a druhou odpolední. Časopis se předával podle seznamu jmen a adres na zadní straně pro každou linku. První číslo TAM-TAMu mělo na svých pěti linkách dohromady 78 čtenářů (první tři linky měly 14, 9 a 27 čtenářů), druhé číslo již mělo přes 100 čtenářů.
Chlapci ze Dvorců brzy přišli s konkurenčním časopisem Sběrač.
Vláďa Prokš byl prvním čtenářem linky D. Na lince D byl také Jirka Rymáň.

### Stínadla
Témata pro TAM-TAM se brzy vyčerpávala a tak se Rychlé šípy po pátém vydaném čísle časopisu snažily něco zjistit o tajemném hlavolamu „ježek v kleci“, který se v těch dnech objevil namalovaný na zdi. „Ježek v kleci“ je přivedl až k pátrání ve Stínadlech, pátrání po zvycích Vontů, tajuplné organizaci, která sdružovala chlapce ze Stínadel, a jejich historii. Stínadelské události se staly hlavní náplní TAM-TAMu. Šesté číslo psalo o „ježku v kleci“, pak psali o tom, co se dočetli v objeveném deníku Jana Tleskače. Podobné zprávy měl i Sběrač, ale značně nesouvislé a zmatené. Po čase se ukázalo, že Rychlé šípy odposlouchával Bohouš z Bratrstva kočičí pracky, které spolupracovalo se Sběračem.

### TAM-TAMv dalších letech
Příští rok, po dalších událostech ve Stínadlech, začal klub Rychlých šípů opět vydávat TAM-TAM. Konkurenční Sběrač ale začal psát na psacím stroji. Jirka Rymáň, kterého Rychlé šípy zachránily z vontského zajetí, se nabídl, že bude řídit okružní linky pro TAM-TAM. Cena za půjčení výtisku byla 20 haléřů. Kromě příhod, které Rychlé šípy ve Stínadlech zažívaly, TAM-TAM hodně využíval informací z první kroniky Vontů, kterou Rychlé šípy ve Stínadlech objevily.
TAM-TAM psaly Rychlé šípy i příští rok a znovu se utkávaly se Sběračem, který opět vydal první (i druhé) číslo dříve. První, čtyřstránkové číslo TAM-TAMu Rychlé šípy vydaly až po první výpravě do Stínadel, při které mj. ukořistily balíky starých papírů, na které pak TAM-TAM tiskly. Již nepsaly časopis ručně, Mirek Dušín si totiž půjčil rozmnožovací stroj ze školy, kam chodil, a na tiskařské blány psaly díky psacímu stroji, který si půjčil Mirkův tatínek. Trochu se tím změnil i způsob psaní časopisu, dříve ho až na výjimky psal celý Mirek Dušín (a ostatní od něj opisovali), nyní již mohli psát všichni společně, Červenáček mohl kreslit už ale jen černobíle. První číslo vyšlo v nákladu 50 výtisků, druhé ve dvojnásobném, třetí nákladem 125 výtisků, čtvrté nákladem 150 výtisků, páté nákladem 180 výtisků. Prodej stále řídil Jirka Rymáň. Před šestým číslem, plánovaném na 200 výtisků, ale přišla rána: ředitel školy už nemohl Rychlým šípům půjčovat rozmnožovací stroj, nabídl jim ale psaní školního věstníku. Po několika dnech ale bylo vydávání TAM-TAMu opět povoleno pod podmínkou, že ke každému číslu Rychlé šípy připojí školní věstník. Za to dostanou od školy zdarma papír (papírové balíky ze Stínadel už došly). Krátce poté vyšel třílistový (plus jeden list školního věstníku) TAM-TAM v nákladu 200 výtisků. Sedmé číslo pak vyšlo nákladem 300 výtisků a Rychlé šípy psaly další čísla, ve kterém postupně částečně rozkrývaly, co se v posledních měsících dělo ve Stínadlech.

### Poslední tajemství Jana T.
Rychlé šípy vydávají TAM-TAM také v knize Poslední tajemství Jana T. Jaroslava Velinského. Uveřejní v něm některé záležitosti ze stínadelské minulosti, o nichž dříve z důvodu utajení pomlčely – zejména o Janu Tleskačovi a jeho vynálezu.